# Йоганн Фрідріх Гмелін
Йоганн Фрідріх Ґмелін (нім. Johann Friedrich Gmelin, нар.8 серпня 1748, Тюбінген, Німеччина — пом.1 листопада 1804, Геттінген, Німеччина) — німецький натураліст, медик, хімік, ботанік і ентомолог. Старший син хіміка та ботаніка Філіпа Фрідріха Ґмеліна, батько хіміка Леопольда Ґмеліна.

## Біографія
Йоганн Фрідріх Ґмелін народився в 1748 році в Тюбінгені. Він вивчав медицину під керівництвом свого батька Філіппа Фрідріха Ґмеліна в університеті Тюбінгена, який закінчив зі ступенем доктора медицини в 1769 році, захистивши дисертацію під назвою: «Irritabilitatem vegetabilium в singulis Plantarum partibus exploratam ulterioribusque experimentis confirmatam». Дисертацію він закінчував під керівництвом Фердинанда Крістофа Етінґера, імовірно, через те, що його батько помер за рік до цього в 1768 році.
У 1769 році він став ад'юнкт-професором медицини в Університеті Тюбінгена. У 1773 році він став професором філософії та ад'юнкт-професором медицини в університеті Геттінгена. У 1778 році він був призначений ординарним професором медицини й професором хімії, ботаніки, мінералогії. 1794 обраний почесним членом Петербурзької АН. Помер у 1804 році в Геттінгені.
На честь Йоганна Фрідріха Ґмеліна названо ряд рослин, у тому числі черсак Ґмеліна.

## Наукова діяльність
Йоганн Фрідріх Ґмелін опублікував декілька підручників з хімії, фармацевтики, мінералогії та ботаніки. Він також опублікував тринадцяте видання «Systema Naturae» Карла Ліннея в 1788 році. Автор «Історії хімії» (т. 1-3, 1797—1799).